# کمدی انسانی (مجموعه آثار)

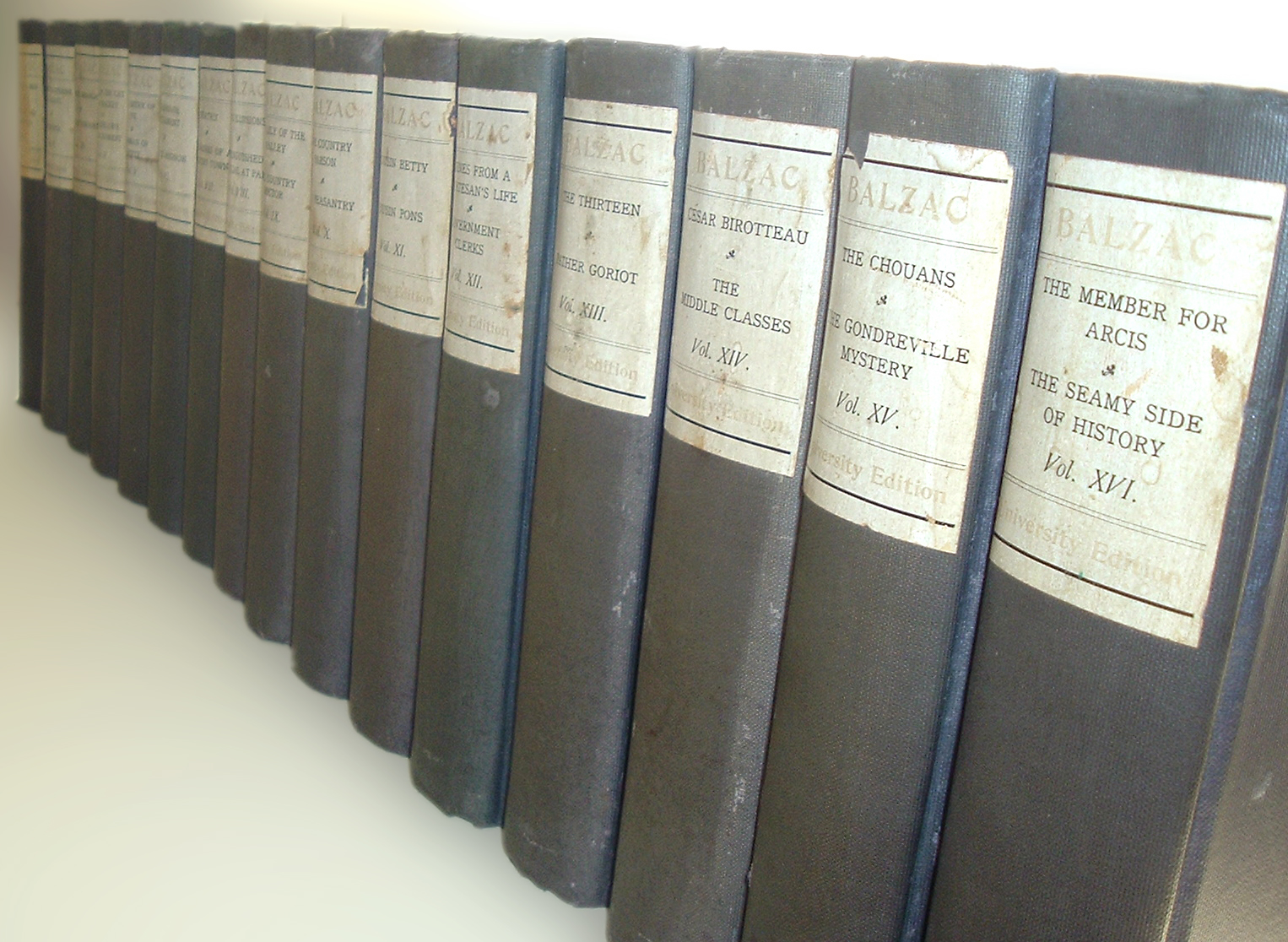
آثار بالزاک (۱۹۰۱): شاملِ کمدیِ انسانی

کمدی انسانی عنوانی‌ست که انوره دو بالزاک به مجموعه رمان‌های دنباله‌دار و داستان‌های منتشر شدهٔ خود از خود در حد فاصل ۱۸۳۰ تا ۱۸۵۶ میلادی داده است. از این جمله در کتاب آرزوهای بر باد رفته، ترجمه محمد جعفر پوینده، جورج لوکاچ که در جای جای این کتاب در پاورقی‌ها به این شخصیت‌ها اشاره می‌کند.
کمدی انسانی، اوضاع جامعه فرانسه و شهر پاریس را در دوران بازگشت بوربون‌ها به سلطنت فرانسه و سلطنت ژوئیه فرانسه به تصویر می‌کشد.

## سبک
آثار بالزاک آینه‌ای از جامعه فرانسه روزگار اوست. او افراد هر طبقه اجتماعی، از اشراف فرهیخته گرفته تا دهقانان عامی را در کمدی انسانی خود جای می‌دهد و جنبه‌های گوناگون شخصیتی آنان را در معرض نمایش می‌گذارد. بهره‌گیری او از شگرد ایجاد پیوند میان شخصیت‌ها و تکرار حضور آنها در داستان‌های مختلف موجب می‌شود تا در گسترش روان‌شناسی شخصیت‌های منفرد توفیق یابد.
رئالیسم عریان و بدبینی بالزاک به سرشت انسانی که در آثارش هویداست، او را زمینه ساز ایجاد جنبش ناتورالیسم در ادبیات فرانسه کرده‌است. تأثیر او بر بسیاری از نویسندگان ناتورالیست از جمله امیل زولا کاملاً آشکار است. عوامل بسیاری در این بدبینی سهیم بودند، مثل دوران کودکی و اوضاع اجتماعی زمان او.

## مطالعاتِ رفتاری و مطالعاتِ فلسفی
این مجموعه بر اساس ویرایش شاقل فوقن (Charles Furne) در دو فصل اصلی به نام‌های مطالعات رفتاری و مطالعات فلسفی و یک فصل دیگر به نام مطالعات فلسفی-تحلیل دسته‌بندی شده‌است.
فصل مطالعات رفتاری دارای این پنج بخش می‌باشد:
- یک) صحنه‌هایی از زندگی شخصی
- دو) صحنه‌هایی از زندگی شهرستانی
- سه) صحنه‌هایی از زندگی پاریسی
- چهار) نمایی از زندگی پاریسی و صحنه‌هایی زندگی سیاسی
- پنج) نمایی از زندگی نظامی و صحنه‌هایی از زندگی انقلابی

علاوه بر این سه فصل، دو بخش اضافه شده از ویرایش هوسیو (Houssiaux) و چند اثر ناتمام نیز قسمتی از مجموعه است. کمدی انسانی مجموعاً شامل ۹۶ اثر مختلف می‌باشد.